# صباح (صحيفة)
صباح (بالتركية: Sabah)‏ هي صحيفة يومية تركية تأسست في 22 أبريل 1985 وهي واحدة من أكثر الصحف مبيعاً في تركيا.